# 제트화염반사판

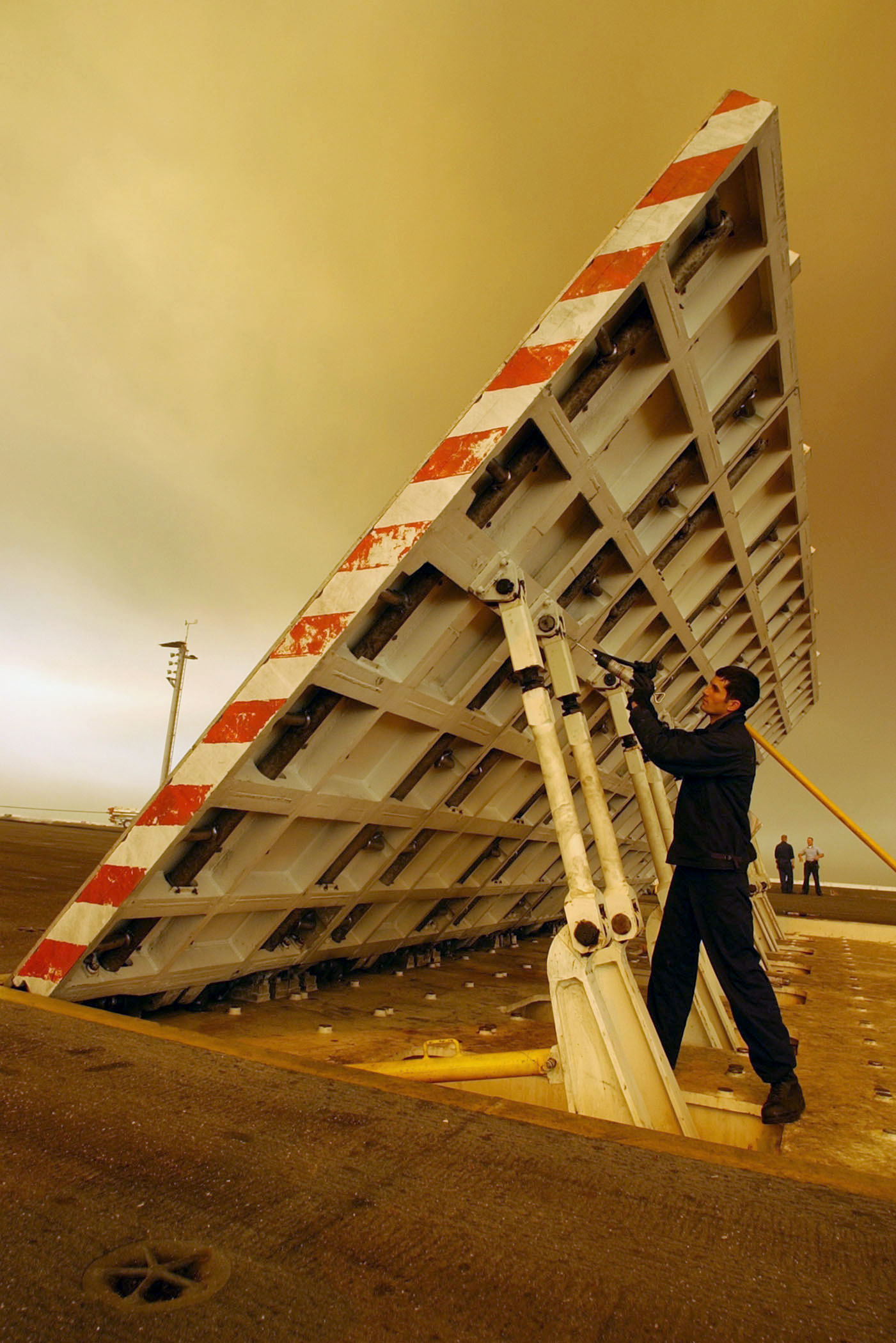
미국 해군의 항공모함에서 항공요원이 JBD를 올리고 있다

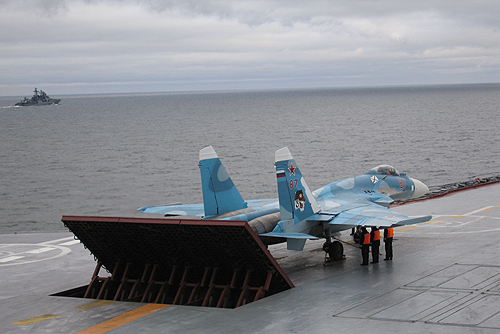
러시아 해군 유일의 쿠즈네초프 항공모함의 JBD

제트화염반사판(영어: jet blast deflector, JBD, blast fence)은 항공모함에서 전투기가 이륙할 때 사용하는 장치를 말한다. 제트엔진의 화염을 공중으로 반사시켜, 비행기 뒤에서 다른 비행기가 이동하거나 기타 작업을 할 때 제트엔진 화염의 피해를 입지 않게 해준다. 좁은 공간에서 많은 작업을 동시에 할 수 있게끔 제트엔진 화염의 피해를 없애준다.
미국 해군의 항공모함에서는 전투기 이륙시 JBD와 캐터펄트를 이용한다. 캐터펄트는 증기의 압력으로 전투기를 밀어내어 짧은 이륙거리에도 고속을 낼 수 있게 한다.
러시아 해군의 항공모함에서는 전투기 이륙시 JBD와 스키 점프대를 이용한다. 전투기를 밀어내는 장치인 캐터펄트가 없어서 전투기가 자체엔진만의 힘으로 저속으로 이륙해야만 하는데, 경사각이 진 스키 점프대를 사용하면, 저속으로도 이륙이 가능하다.

## 같이 보기
- 캐터펄트
- 스키 점프대